# Alcide Arnoulet
Alcide Arnoulet (Torre Pellice, 30 agosto 1922 – Villar Pellice, 4 febbraio 1944) è stato un partigiano italiano.
Cresciuto in una famiglia valdese, inizia la lotta armata subito dopo l'armistizio. Forma insieme ad altri il gruppo detto dei Chabriols (o anche dei Ventuno, dal numero dei primi componenti), gruppo molto attivo tra Villar e Torre Pellice.
Arnoulet, insieme al suo compagno René Poet, è autore di una curiosa invenzione militare. I Ventuno avevano, infatti, deciso di colpire una caserma tenuta dal nemico, servendosi dei proiettili di mortaio da 81 di cui erano venuti in possesso; non possedevano però il mortaio. Arnoulet e Poet quindi assicurarono alle bombe di mortaio una sorta di miccia a combustione rapida, costruirono una specie di robusta fionda, portandosi sul tetto di una casa prossima alla caserma. Di lì tirarono contro l'obiettivo.
Si distinse particolarmente negli scontri che avvennero in Val Pellice nei primi giorni del febbraio 1944. Proprio il giorno 3, dopo un combattimento, Arnoulet volle tornare sul luogo dello scontro per recuperare armi e munizioni abbandonate ma ancora utili. Mentre stava occultando il materiale, fu sorpreso e catturato. Fu torturato per più di una settimana dai nazifascisti, nel tentativo di avere delle informazioni sui suoi compagni, senza riuscirci. Fu quindi passato per le armi.